# Castelnuovo della Daunia
Castelnuovo della Daunia község (comune) Olaszország Puglia régiójában, Foggia megyében.

## Fekvése
Lucera városától keletre, a Dauniai-szubappenninek vidékén fekszik.

## Története
A település neve eredetileg Castelluccio degli Schiavi volt, ami arra utalt, hogy jelentős szláv népesség élt itt, akik a 15. században telepedtek le.

## Népessége
A lakosság számának alakulása:

## Főbb látnivalói
- Maria SS. della Murgia-templom - 1199-ben épült
- Madonna Incoronata-templom